# Sigurd Ormiöga
Sigurd Ormiöga (fornnordiska: Sigurðr ormr í auga) eller Sigurd Aslögsson var kung av Danmark och Norge inklusive Skåne, Blekinge, Halland och Bohuslän på 800-talet. Han var bror till Björn Järnsida.
Sigurd var enligt Ragnar Lodbroks saga son till Ragnar Lodbrok och Aslög, Sigurd Fafnesbanes dotter. Sigurd ledde s.k. vikingatåg mot England under 800-talet. Det är okänt vem han var gift med, men han efterlämnade tre kända barn:
- Hardeknut Sigurdsson
- Aslög Sigurdsdotter
- Tora Sigurdsdotter

Tidiga källor nämner en Ragnhild Sigurdsdotter som en dotter till Sigurd, gemål till Halvdan Svarte och mor till Harald Hårfager. Senare källor beskriver istället henne som barn alternativt barnbarn till Aslög Sigurdsdotter.